# Thure Lindhardt
Thure Frank Lindhardt (født 24. december 1974 i Roskilde) er en dansk skuespiller. Han er uddannet fra Skuespillerskolen ved Odense Teater i 1998. Det helt store gennembrud kom med rollen som den autistiske Brian i Kaspar Rostrups drama Her i nærheden (2000). Siden da har han haft betydelige roller i successer som bl.a. Nordkraft (2005), Flammen & Citronen (2008), Blå mænd (2008) og Sandheden om mænd (2010).
Internationalt er han kendt for roller i bl.a. Dan Brown-filmatiseringen Engle og Dæmoner (2009) og som kidnapperen Wolfgang Přiklopil i Natascha Kampusch-filmen 3096 Tage (2012). Lindhardt er blevet hædret med adskillige priser i årenes løb, bl.a. Reumerts Talentpris, Hartmann-Fondens Diplompris og Teaterpokalen.

## Liv og karriere

### Opvækst og tidlige liv
Lindhardt voksede op i Roskilde, som barn af Mogens Lindhardt, rektor for Pastoralseminariet i København og Anne Lindhardt. Han er barnebarn af teologen P.G. Lindhardt, og hans farbror er Jan Lindhardt. Han vidste fra en tidlig alder, at han gerne ville være professionel skuespiller og gik til audition i en alder af 12 år til en rolle i Bille Augusts Oscar-vindende Pelle Erobreren (1987). Kort efter spillede han også en mindre rolle i familiefilmen Negerkys og labre larver.
I slutningen af grundskolen skrev han sammen med skuespilleren René Hansen et børneteaterstykke, som var en fortolkning af Michael Endes bog, Den uendelige historie, hvori han spillede hovedrollen. Efter at have færdiggjort studentereksamen fra Det frie Gymnasium besluttede han sig for at uddanne sig som skuespiller på Skuespillerskolen ved Odense Teater.

### Teaterkarriere
Han debuterede i 1998 som unge Gary i "Shopping and Fucking" på CaféTeatret og spillede året efter i "Natsværmer" på Mammutteatret. På Det Kongelige Teater har han bl.a. spillet i "Ci-vi-li-sa-tion", "Sælsomt mellemspil" og "Antonius og Cleopatra". Han havde titelrollen i Gladsaxe Teaters "Aladdin" i Ulvedalene i 2000 og var Armand i "Kameliadamen" i 2002. I 2003 medvirkede han i "Norway-today" på Husets Teater og året efter i "Plasticin" på Mammutteatret. I 2004 medvirkede han også i "Hamlet" på Kronborg og senere i 2007 i samme forestilling på Gladsaxe Ny Teater.
Lindhardts talent rækker imidlertid også til at spille den unge Alfred i Flemming Enevolds "Kameliadamen" på Gladsaxe Teater i 2002 og Ole Bornedals "Skrigerne" på Aveny-T i 2001 samt John Logans "Rød" på Betty Nansen Teatret i 2011 om kunstnerisk stagnation og skabende nødvendighed.

### Film og tv-karriere
Hans filmgennembrud kom med rollen som den autistiske Brian i Kaspar Rostrups drama Her i nærheden fra 2000, hvor han spillede overfor Ghita Nørby. Siden da har han medvirket i en række film og serier, herunder Ole Christian Madsens filmatisering af Jakob Ejersbos roman Nordkraft (2005), den anmelderroste Flammen & Citronen (2008) - ligeledes instrueret af Madsen. I filmen spiller han rollen som Bent Faurschou Hviid fra modstandsgruppen Holger Danske. Samme år spillede han hovedrollen som den arrogante sælger Jesper Jensen i Rasmus Heides debutfilm Blå mænd, der solgte 450.000 biografbilletter. Han har også medvirket i Julefrokosten (2009), Broderskab (2010) og Sandheden om mænd (2010).
I 2007 medvirkede han i Sean Penns Into the Wild, og i 2009 spillede han rollen som Chartrand i Ron Howards Engle og Dæmoner.
På tv har han blandt andet  medvirket i tv-serier som Broen, Edderkoppen, Badehotellet og Slave af Danmark. Desuden har han medvirket i en række tyske krimiserier.

## Privatliv
I efteråret 2017 blev han far til datteren Billie.
Han har tidligere dannet par med danseren, sangeren og skuespilleren Silas Holst.

## Hædersbevisninger
- Den danske Årets Shooting Star i 2000 ved filmfestivalen i Berlin.[10]
- Robert for årets mandlige birolle (2006) for Nordkraft
- Zulu Award for årets danske mandlige hovedrolle (2009) for Flammen og Citronen
- Årets Reumert - Talentpris
- Hartmann-Fondens Diplompris
- Teaterpokalen i 2013
- Lauritzen-prisen 2014[11]

 Dette afsnit eller denne liste er kun påbegyndt. Hvis du ved mere om emnet, kan du hjælpe Wikipedia ved at tilføje mere.

## Filmografi
| År   | Titel                                 | Rolle              | Note(r)           |
| ---- | ------------------------------------- | ------------------ | ----------------- |
| 1987 | Negerkys og labre larver              | Postbud            |                   |
| 1987 | Pelle Erobreren                       | Skoleelev          |                   |
| 1998 | Pieces                                | Simon              |                   |
| 2000 | Her i nærheden                        | Brian              |                   |
| 2000 | Juliane                               | Cykellærling       |                   |
| 2000 | Dinosaurerne                          | Zini               | Stemme            |
| 2001 | Far from China                        | Jeremy             |                   |
| 2002 | Asterix & Obelix 2: Mission Kleopatra | Linealis           | Stemme            |
| 2002 | Nude, Descending...                   | RW                 |                   |
| 2002 | The Claw - One Hell of a Christmas    | Mike               |                   |
| 2002 | Slim Slam Slum                        | Slim               |                   |
| 2002 | Debutanten                            | Laertes            |                   |
| 2002 | Kokken                                | Henrik             |                   |
| 2002 | Bondefanger                           | Thomas             |                   |
| 2004 | Was nützt die Liebe in Gedanken       | Hans               |                   |
| 2004 | Garfield: The Movie                   | Louis              | Stemme            |
| 2004 | Farland                               | Julian             |                   |
| 2005 | Nordkraft                             | Steso              |                   |
| 2005 | Bag det stille ydre                   | Charlie            |                   |
| 2005 | Herbie for fuld udblæsning!           | Kevin              | Stemme            |
| 2006 | Pistoleros                            | Krelle             |                   |
| 2007 | Into the Wild                         | Mads               |                   |
| 2007 | Daisy Diamond                         | Skuespiller        |                   |
| 2008 | Reise nach Amerika                    | Forsørger          |                   |
| 2008 | Flammen og Citronen                   | Flammen            |                   |
| 2008 | Asterix og de olympiske lege          | Linealis           | Stemme            |
| 2008 | Blå mænd                              | Jesper             |                   |
| 2008 | Lille soldat                          | John               |                   |
| 2009 | Engle og Dæmoner                      | Løjtnant Chartrand |                   |
| 2009 | Julefrokosten                         | Frans              |                   |
| 2010 | Broderskab                            | Lars               |                   |
| 2010 | Sandheden om mænd                     | Mads               |                   |
| 2011 | Hindenburg                            | Bastian            | Tv-film i to dele |
| 2012 | Formentera                            | Benno              |                   |
| 2012 | Eddie: The Sleepwalking Cannibal      | Lars               |                   |
| 2012 | Keep the Lights On                    | Erik Rothman       |                   |
| 2012 | Byzantium                             | Werner             |                   |
| 2013 | 3096 dage                             | Wolfgang Přiklopil |                   |
| 2013 | Fast & Furious 6                      | Firuz              |                   |
| 2015 | Steppeulven                           | Eiks far           |                   |
| 2016 | Kill Command                          | Damien Bukes       |                   |
| 2016 | Despite the Falling Snow              | Dimtri             |                   |
| 2017 | The Last Kingdom                      | Guthred            |                   |

| År         | Titel                           | Rolle                 | Note(r)           |
| ---------- | ------------------------------- | --------------------- | ----------------- |
| 1998       | Strisser på Samsø               | Hansi                 | afsnit 9          |
| 1999       | Morten Korch - Ved stillebækken | Hans Købke            |                   |
| 2000       | Edderkoppen                     | Billy                 | miniserie         |
| 2002       | Rejseholdet                     | Kåre                  | afsnit 21-22      |
| 2003       | Skjulte spor                    | Lukas                 | afsnit 20         |
| 2003       | Forsvar                         | René Iversen          | afsnit 5          |
| 2006       | Sugar Rush                      | Dmitri                | afsnit 14-17      |
| 2009       | Das Duo                         | Tim Stein             | afsnit 18         |
| 2009       | Nachtschicht                    | Rudi Kasper           | afsnit 6          |
| 2009–10    | Blekingegade                    | Bo Weimann            |                   |
| 2009, 2015 | Tatort                          | Charlie, Paul Goebels | afsnit 740 & 963  |
| 2013       | The Borgias                     | Rufio                 | sæson 3           |
| 2015       | Broen III                       | Henrik                |                   |
| 2015       | Schuld                          | Gerber                | miniserie         |
| 2015       | Ein starkes Team                | Ludwig von Geldern    | afsnit 62         |
| 2016       | Badehotellet                    | Gerhardt Flügelhorn   | Sæson 3, afsnit 7 |
| 2017       | The Last Kingdom                | Guthred               | Sæson 2           |
| 2025       | Slave af Danmark                | Ludwig Schimmelmann   |                   |

| År      | Titel                          | Rolle               |
| ------- | ------------------------------ | ------------------- |
| 2002    | Spirit - Hingsten fra Cimarron | Little Creek        |
| 2003–04 | Jungledyret Hugo               | Forskellige stemmer |
| 2004    | Der var engang...              | Forskellige stemmer |
| 2004    | De Utrolige                    | Buddy Pine/Syndrome |
| 2006    | Princess                       | August              |
| 2010    | Shrek Den Lykkelige            | Rumleskaft          |
| 2011    | Orla Frøsnapper                | Victor              |
| 2012    | Gummi T                        | Ivan Olsen          |
| 2017    | Hodja fra Pjort                | Hodja               |